# Centre de Documentació de l'Orfeó Català
El Centre de Documentació de l'Orfeó Català (CEDOC) és un centre especialitzat pel que fa al tractament, difusió i conservació del patrimoni musical català i històric de la Fundació Orfeó Català-Palau de la Música Catalana. El CEDOC té com a principal missió la conservació, el tractament, l'accés i la difusió del patrimoni documental i bibliogràfic de l'Orfeó Català i del Palau de la Música Catalana, des de la seva creació fins als nostres dies, així com tota aquella documentació ingressada al llarg de la seva història per contribuir a la recerca musicològica i al coneixement de la història de l'Orfeó Català.

## Història
Quan es va crear l'Orfeó Català el 1891 sorgí aviat el menester d'organitzar les partitures del repertori cantat. Per això es va crear l'arxiu de partitures que donava servei tant a l'Orfeó com entitat, com als cantaires individuals. Al mateix també hi va haver interès a crear una biblioteca per als socis i cantaires de l'Orfeó. Les primeres dades del que fins al 2012 rebia el nom de Biblioteca i Arxiu de l'Orfeó Català es troben el 1897, en les primeres memòries de l'Orfeó, en què parla de l'arxiu de partitures i de fomentar la biblioteca.
El 1901, és nomenat director de la biblioteca i de l'arxiu a Francesc Pujol i Pons, que seria director de l'Orfeó a la mort de Lluís Millet i Pagès el 1941. Pujol va tenir un important interès per a l'adquisició d'un important fons de literatura musical, així com l'objectiu d'aglutinar a través de donacions i adquisicions de fons particulars de músics i intèrprets, obres musicals d'una singularitat excepcional i gran interès musicològic, i de 1901 a 1945, la biblioteca i arxiu va adquirir partitures impreses i manuscrites, llibres i diaris especialitzats de l'àmbit francès, anglosaxó i germànic, i fons documental fruit de la pròpia activitat, com programes de concert, llibres d'actes o correspondència

## Els fons i col·leccions
Des dels inicis, el volum documental de l'Arxiu i Biblioteca no ha parat de créixer i avui a través dels seus fons i col·leccions musicals podem reconstruir moments cabdals de la historia de la música de Barcelona i Catalunya.
La biblioteca conserva més de deu mil volums: llibres editats del segle xvi fins a l'actualitat. La biblioteca es desgrana en diferents àmbits temàtics des de monografies, biblioteca tècnica, diccionaris, catàlegs, folklore musical, història de la música, biblioteca especialitzada en el Palau i el modernisme, organologia, tractats, tesis i publicacions en sèrie, obres completes de compositors.
També el CEDOC conserva la col·lecció de programes de concerts del Palau de la Música i dels concerts de l'Orfeó Català que donen una àmplia informació de la història del repertori i dels intèrprets a Catalunya al llarg del segle xx. Les col·leccions de programes, esdevenen un riquíssim recurs documentals per entendre i donar fe, de les actuacions i del repertori que es va donar a conèixer per primera vegada, així com de les nombroses associacions que programaren concerts al Palau, i també els compositors i intèrprets que hi han actuat.
L'arxiu compta, en primer lloc, conserva partitures creat per la mateixa activitat de l'Orfeó Català. N'hi ha més de vint mil que comprenen tot el repertori de l'Orfeó Català des dels inicis fins avui dia. Entre aquest arxiu hi ha obres de totes les èpoques des de la Renaixença, fins a l'obra coral del modernisme català.
El departament de partitures tabmé custodia una àmplia col·lecció de manuscrits, a l'entorn de mil registres que comprenen des del segle xii fins al segle xx, amb manuscrits singulars de l'edat mitjana i del renaixement, alguns exposats en l'exposició virtual Tresors de la Biblioteca i també d'accés a les col·leccions digitals del Centre. Aquesta col·lecció la conforma una àmplia majoria d'obres entorn segle xviii i xx amb obres de compositors, intèrprets i mestres de capella reconeguts a Catalunya com Joan Pau Pujol, Francesc Valls, Francesc Mariner, Antoni Soler Ramos, Carles Baguer, Francesc Tàrrega, Josep Barba, Joan Salvat, Ramón Vilanova, Ramon Carnicer, Pere Miquel Marquès, Benet Juncà, com obra manuscrita i original de compositors internacionals com alguns dels quaderns de la Suite Ibèria d'Isaac Albéniz, obres de Joaquim Malats, Ferran Sor, Domènec Terradellas i també d'Enric Granados, Vincent d'Indy, Joseph Canteloube, Wanda Landowska, entre molts d'altres.
El Centre té una notable col·lecció de manuscrits musicals del segle xii al segle xx que configuren documents singulars per a l'estudi del repertori medieval i del renaixement al nostre país. Entre els quals destaquen el Manuscrit 1, 2, 5, 6 i 7. Tots són accessibles en format digital.
Per altra banda el Centre conserva un extens i valuós arxiu històric i documental creat per la mateixa activitat de l'Orfeó: correspondència, documentació dels viatges que realitzaren, els llibres de comptabilitat, llibres de registres dels socis, fitxes dels primers cantants, també molts retalls de premsa, i tota mena de documentació que ens traslladen a la història d'aquesta institució, tot això sumat a un fons fotogràfic de més de quinze mil imatges, des d'imatges de l'Orfeó Català i totes les activitats i sortides, especialment concerts i viatges, i també un fons fotogràfic de les actuacions del Palau, així com imatges de la construcció. D'aquest gruix en destaquem també les imatges que va originar l'activitat dels concerts organitzats pel Patronat Pro Música, que va esdevenir una entitat molt activa, que organitzà nombrosos concerts al Palau entre l'any 1958 i 1984.
El Centre també custodia fons privats de diverses procedències que documenten l'activitat musical de Catalunya des del segle xix. Destaquen, d'una banda, els fons de música de sardanes com el fons Pep Ventura i Juli Garreta i els de músics tant importants per a la història catalana com Anselm Clavé, així com els de directors, compositors i intèrprets catalans de la primera meitat del segle xx: Josep Rodoreda, Amadeu Cuscó, Joan Baptista Lambert, Carles Gumersind Vidiella, Emili Vendrell, Maria Canals, o el propi fundador de l'Orfeó Lluís Millet i Pagès.

## L'espai arquitectònic
Amb la construcció del Palau de la Música l'any 1908 es va consolidar la Biblioteca i l'Arxiu, que es va instal·lar a la planta baixa de l'edifici, on actualment hi ha el Foyer. La biblioteca, en un principi, servia principalment per als socis de l'Orfeó Català, és per això que encara actualment una part dels fons no són exclusivament musicals, hi podem trobar també molts llibres d'altres temàtiques com: ciències literatura, història, art o geografia, entre altres temes.
Fou, però, a partir de 1982, dins el projecte de remodelació, ampliació i condicionament del Palau realitzat per Òscar Tusquets i Blanca, que es va decidir traslladar la Biblioteca i Arxiu a la cinquena planta del Palau.
Òscar Tusquets va concebre un Centre amb un disseny molt peculiar, aprofitant el nou lloc a la cinquena planta, que finalitza, a l'extrem, amb una torre en forma de llanterna. L'interior de la llanterna va ser habilitada amb un pis superior i prestatges a tot l'entorn, que dona una imatge imponent del fons patrimonial. Pel que fa a mobiliari es conserva la taula grossa de la biblioteca que era l'antiga taula de la Sala de Juntes de l'Orfeó mentre que la resta de taules de consulta que encara s'utilitzen provenen de l'antiga Biblioteca.

## El projecte del Centre de Documentació de l'Orfeó Català
A partir de l'octubre de 2012, el que fins aleshores s'anomenava Biblioteca i Arxiu de l'Orfeó Català passa anomenar-se Centre de documentació de l'Orfeó Català. Es va canviar de nom per a integrar d'una manera més clara el tractament del fons de biblioteca juntament amb l'arxiu, com alhora mantenir un control de tota la documentació administrativa que genera la Fundació Orfeó Català-Palau de la Música Catalana, gran part de la qual és susceptible a convertir-se en documentació històrica. Des del 2013 ha començat una tasca de classificació i ordenació del fons administratiu de la Fundació. Aquesta reforma es va fer per a crear un espai dinàmic i de referència, tant pel que fa al tractament i conservació del patrimoni documental. Se'n volia facilitar l'accés i la consulta d'usuaris i cercadors, i organitzar activitats per difondre el ric patrimoni documental que custodia.
Els principals objectius del principal del pla director 2012-2015 eren: crear una nova normativa i bones pràctiques, implantar un sistema de gestió documental modern, millorar la gestió bibliografica i arxivística, millorar la conservació de documents físics i facilitar l'accés al públic general i especialitzat. S'hi afegiria un programa per fer conèixer el patrimoni.